# Isa Agha
Isa Agha († 1875 in Deir ez-Zor) war ein jesidisches Oberhaupt aus Sindschar, das für seinen erfolgreichen Widerstand im Jahr 1846 gegen Tayyar Pascha, den osmanischen Gouverneur von Mossul, bekannt wurde. Er war mit Austen Henry Layard befreundet. Der Titel Agha ist mongolischen Ursprungs und bezeichnet ursprünglich einen alten Menschen oder Greis.

## Leben
Isa wurde im jesidischen Dorf Mihirkan als erster Sohn von Adi Della, dem Oberhaupt des Dorfes, geboren. Nach dem Tod Dellas übernahm Isa die Führung des Dorfes.
Um die fälligen Steuern einzutreiben und sich einen Überblick über die Lage von Mihirkan und den anderen Dörfern zu machen, startete Tayyar Pascha eine Expedition. Die Situation eskalierte und vom 14. bis 17. Oktober 1846 tobte in Mihirkan und in den hohen Gebirgshöhlen nahe dem Dorf ein erbitterter Kampf zwischen den osmanischen Truppen Tayyar Paschas und den jesidischen Dorfbewohnern Mihirkans. Isa Agha führte den Kampf der Jesiden an. Die osmanischen Truppen, von Anzahl an Kämpfern und militärischer Ausrüstung her den Jesiden weit überlegen, wurden vernichtend geschlagen. Den Jesiden gelang nach dem dreitägigen Kampf schließlich die Flucht. Das Dorf allerdings war verwüstet und auch drei Jahre nach dem Kampf war ein Teil des Dorfes immer noch zerstört.

## Die Hinrichtung Isa Aghas
Im Jahr 1875 wurde Isa Agha mit einigen anderen jesidischen Oberhäuptern auf Anordnung des Gouverneurs von Deir ez-Zor hingerichtet. Sein Nachfolger wurde sein Sohn Dawid Isa.